# Марија Милошевић
Марија Милошевић (Београд, 22. септембар 1965) је бивша српска и југословенска новинарка, кћерка некадашњег председника СР Југославије Слободана Милошевића и Мире Марковић.

## Биографија

### Породица
Рођена је 22. септембра 1965. године у Београду, као прво дете тада младог правника Слободана Милошевића и Мире Марковић. Њен деда по мајци Момчило Мома Марковић, у том тренутку је био члан Централног комитета Савеза комуниста Југославије, као и главни и одговорни уредник „Борбе“, а његов рођени брат Драгослав Дража Марковић амбасадор СФРЈ у НР Бугарској.

### Новинарска каријера
Удала се 1983. године за дипломату Николу Мишљеновића и са њим живела у Јапану пуне три године. Развела се убрзо од њега, а он је умро 2014. године и кремиран је на Новом гробљу. Од 1989. године је радила у београдској рубрици Политике, а наредне године је прешла у Илустровану Политику.
Марија је 22. јула 1994. године покренула Радио Кошава, који је од 22. августа 1998. године постао и телевизија у њеном већинском власништву. Програм ТВ Кошава је емитован из зграде некадашњег Централног комитета Савеза комуниста Југославије у Београду. Говорило се да су новац за ову радио-телевизију давале државне фирме Југопетрол и Беобанка. Певач Иван Гавриловић тврди да се деведесетих забављао са Маријом Милошевићем и да су заједно ишли у Грчку.

### Пад Милошевића и одлазак у Црну Гору
У време демонстрација и свргавања Слободана Милошевића 5. октобра 2000. године, предајници ТВ Кошава су скинути са зграде Политике, што је наводно толико разљутило Марију Милошевић да је завршила на Војномедицинској академији, коју је самовољно напустила 8. октобра без отпусне листе.
У време хапшења њеног оца 1. априла 2001. године, пуцала је из пиштоља у правцу истражног судије Горана Чавлине, Чедомира Јовановића и Томе Филе испред Виле Мир. Касније је покренут поступак против ње, због нелегалног држања оружја и изазивања опште опасности. Дело неовлашћеног држања оружја је застарело, али је за друго дело крајем 2002. године осуђена на осам месеци затвора, условно на две године. После жалбе њеног адвоката, пресуда је укинута. Поново је суђење покренуто 2004. године, а како се није одазивала на позиве суда, издата је потерница 2006. године.
Након што је Слободан Милошевић испоручен Хашком трибуналу 28. јуна 2001. године, Марија Милошевић продаје свој део ТВ Кошава и одлази у Никшић, а потом на Цетиње где и данас живи повучено. Две године је била у браку са локалним туристичким инспектором Слободаном Булатовићем.
Према писањима медија, на попису становништва се изјаснила као Црногорка по националности и има блиске односе са неканонском Црногорском православном црквом. Према тврдњама Војислава Шешеља, које је потврдио и Синиша Вучинић, Марија Милошевић је члан Српске радикалне странке.
По налогу Првог основног суда у Београду, априла 2021. године, повучена је Интерполова потерница за Маријом Милошевић.